# ペーブメントデザイン
ペーブメントデザインとは、ペーブメントの図案・パターンデザイン。インターロッキング・ブロック敷きなど、道路の舗装、舗装した道路面、舗道・舗装した歩道、公園やガーデンの中の園路や中庭で、石やレンガなどで舗装した道や広場の路面のデザインのことを主に呼び、外構ペーブメント床に描画された図やパターンなどのデザインが施される。乱雑なパターンでペーブメント材を張る方法はクレイジー・ペーブメントと呼ばれることがある。
ペーブメントデザインはレンガやインターロッキングブロック等のユニット材が使われることが主であり、その際に伝統的また西欧的なディテール・パターンを参考にすると綺麗な仕上がりをつくることができる。このため、ペーブメントに限らず、ランドスケープのデザインなどで平面図を魅力的にするため、またビルの周囲に展開させるランドスケープであるとビルの窓から俯瞰がなされることがあるため、図面にパターンを持ち込む手法がある。
建設分野でのカタカナで表記する「ペーブメント」は、石や方塊状のペーブメント材料を使用した屋外の床面または表面の被覆舗装。ペーブメント材料には、アスファルト、コンクリートの他に岩石、敷石、人造石、レンガ、タイルがあり、時には木などの材が含まれる。ランドスケープアーキテクチュアでは、ペーブメントはハードスケープの一部であり、歩道、路面、パティオ、中庭などに使用される。
ペーブメントは、古期フランス語の舗道/通りに打たれる、または下に打ち込まれたフロアを意味しているラテンのpavimentumから来る。打たれたフロアの意味は、その言葉が英語になる前には廃止されていた。
モザイクのようなパターンで舗装された舗道は、ローマ人によって広く採用されている。

## ペーブメント材

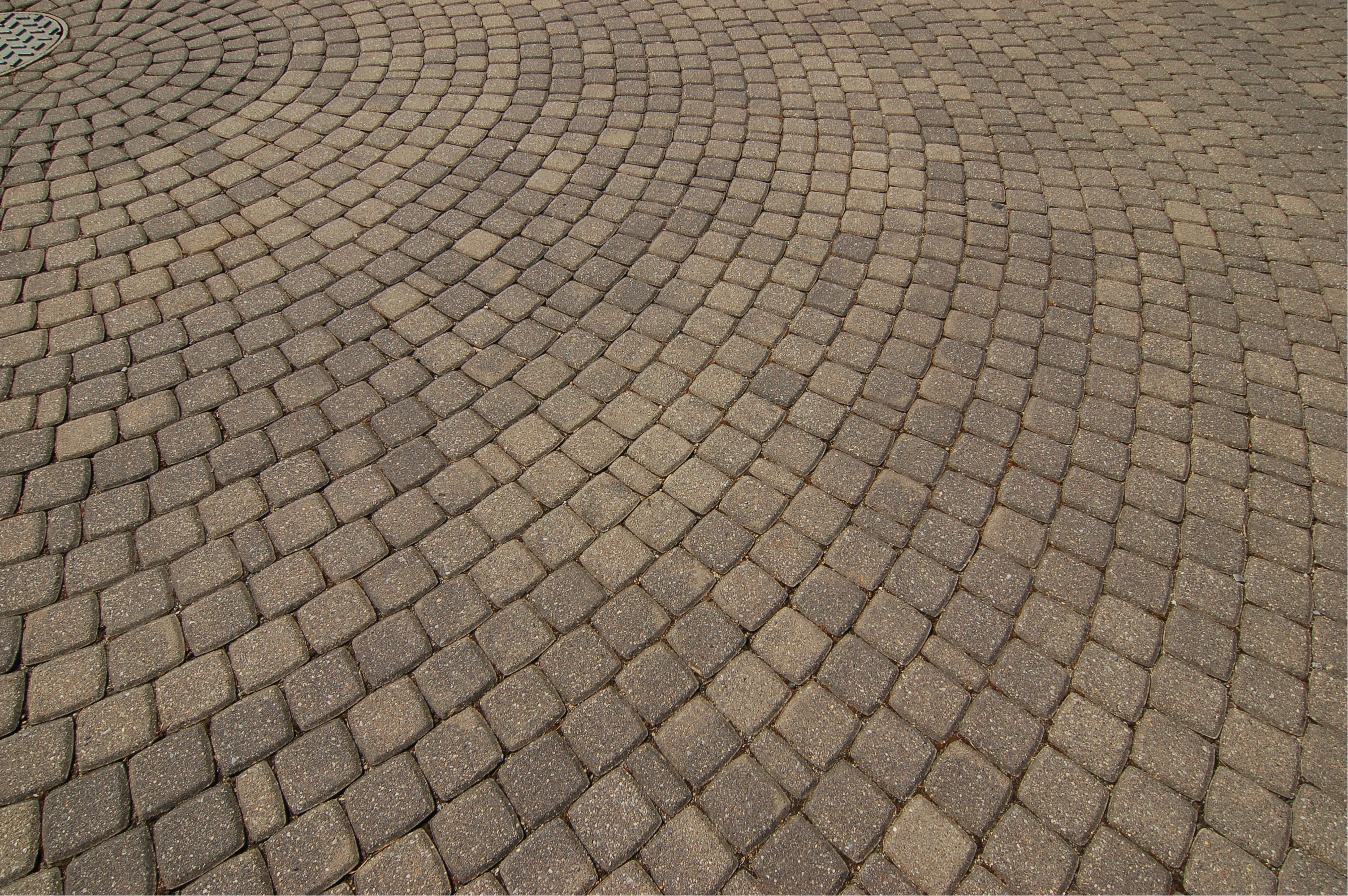
right円形模様のコンクリート舗装ブロック

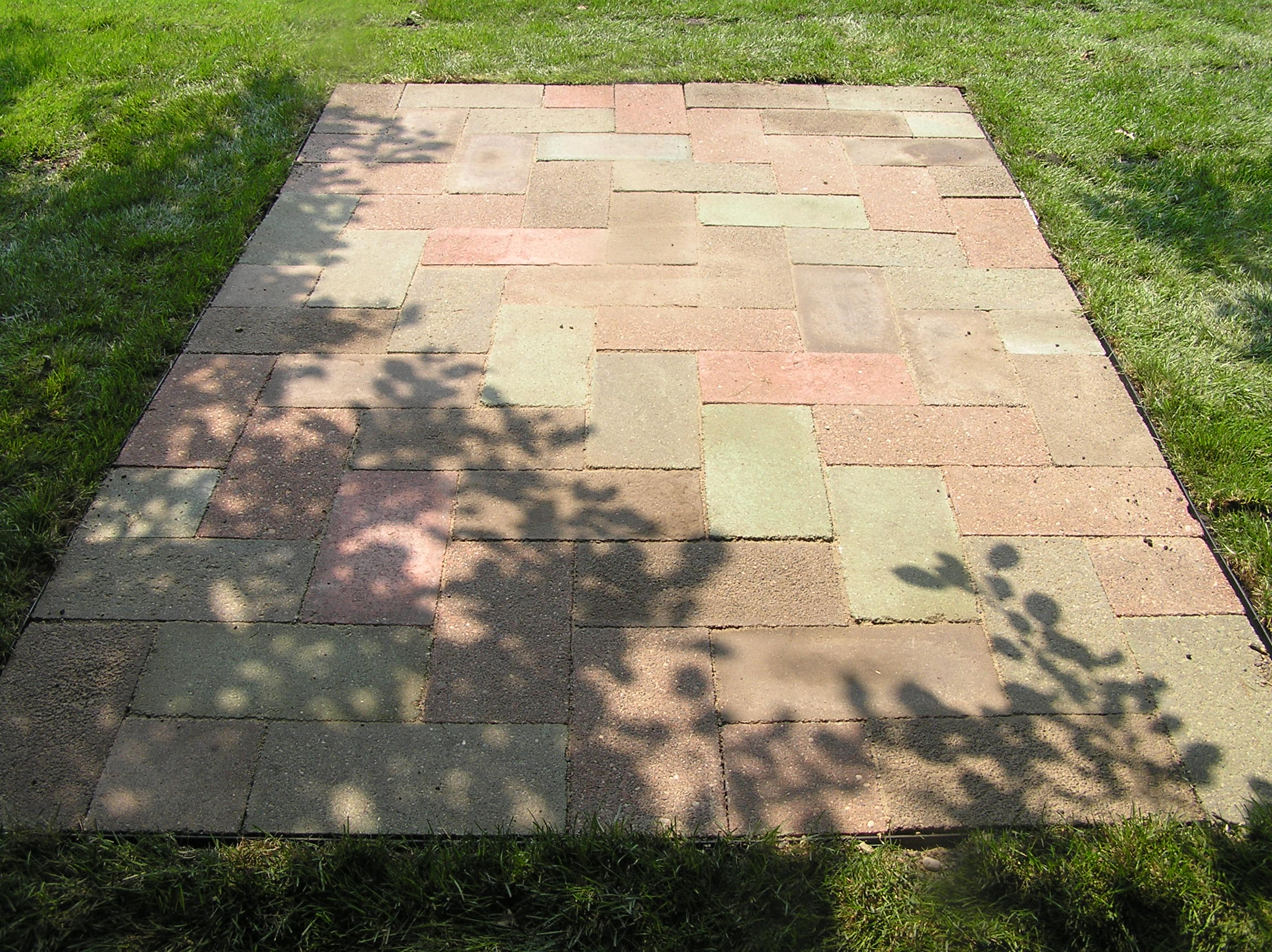
矩形のコンクリート舗装ブロック

ペーブメント材は、舗装用の石、タイル、レンガ。またはレンガのようなコンクリート片で、外装材として一般的に使用されている。工場では、コンクリートとある種の着色剤の混合物をある形の金型に注ぎ入れて硬化させることによって、コンクリート舗装材を作る。 標準的なコンクリート基礎を注ぎ、上に砂を散布し、次に舗装材を所望のパターンで敷くことによって適用する。 実際の接着剤または保持方法は、縁取りを除いて坪量そのものの重量以外には使用されない。したがって道路、車道、パティオ、歩道および他の屋外のプラットフォームを作るために使用することができる。

### インターロック式コンクリート舗装

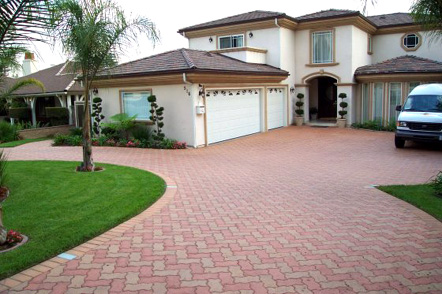
インターロッキングコンクリート舗装道路

インターロック式コンクリート（インターロッキングブロック）舗装は、 舗装の一種である。 この特別なタイプの舗装はセグメント舗装としても知られており、レンガ 、 粘土またはコンクリートの代替品として非常に一般的で誕生から数十年の間に登場している。
こうした舗装は過去にも舗装の分節器としてローマ人から数千年にわたって使用されてはいた。
そしてローマ人はまだ住人たちで共に道を建設していた。しかし、1940年代半ばまで本格的に出現されてもいなかったこの種の舗装業者も、やがてオランダで出現。この国は海面下にあり、地面の動き、動き、沈み込みのため、すべての道路面が柔構造である。注ぎ込まれたコンクリートでは割れてしまうため代用がなく、そのためコンクリート以外の個々の単位で、コンクリートそのものよりはるかに優れた性能を発揮している。コンクリートで作られる前には、実際の石または粘土製品が使用されていた。
最初のコンクリート舗装業者の製品は、4 x 8インチ（10 cm x 20 cm）のレンガのような形をしていて、オランダ石と呼ばれていた。 これらのユニットは経済的に生産され、非常に強度があった。
経済的であることに加えて、絡み合ったコンクリート舗装材は水浸透性設計で広く利用可能であり、生態学的利益が追加されている。自然吸収を模した方法で舗装に水を流すことによって地表流出量を制限し、土地侵食や周囲の土地の定常水の蓄積を防ぐことができる。いくつかの透過性舗装材は、 雨水を収穫するように設計されており、灌漑や洗車場などの用途に再利用することもできる。

### 石の舗装
石舗装材は別のタイプの舗装材である。このタイプの舗装材は美しさ、強度、耐久性の面で高く評価されているため、建築や造園分野で広く使用されている。石の舗装は、石灰石、 ブルストーン 、玄武岩、砂岩および花崗岩などの多くの材料でできている。
石は直射日光の当たる場所に置かれ、プールサイド、パティオ、歩道、屋外エンターテイメントエリアの使用需要が多い。 トラバーチンは耐塩性があり、太陽光反射が少ない。 花崗岩の舗装は積載強度と密度が高く、屋外での使用や維持管理が容易である。 石灰岩の舗装材は、山岳地帯や海底の海底に見られる堆積岩である天然石灰岩ブロックから切り取られている。 また石灰岩は独特の自然な色の変化を持つ傾向がある。 サンドストーンの舗装は天然石から得られ、歩道、パティオ、裏庭に使用される傾向がある。

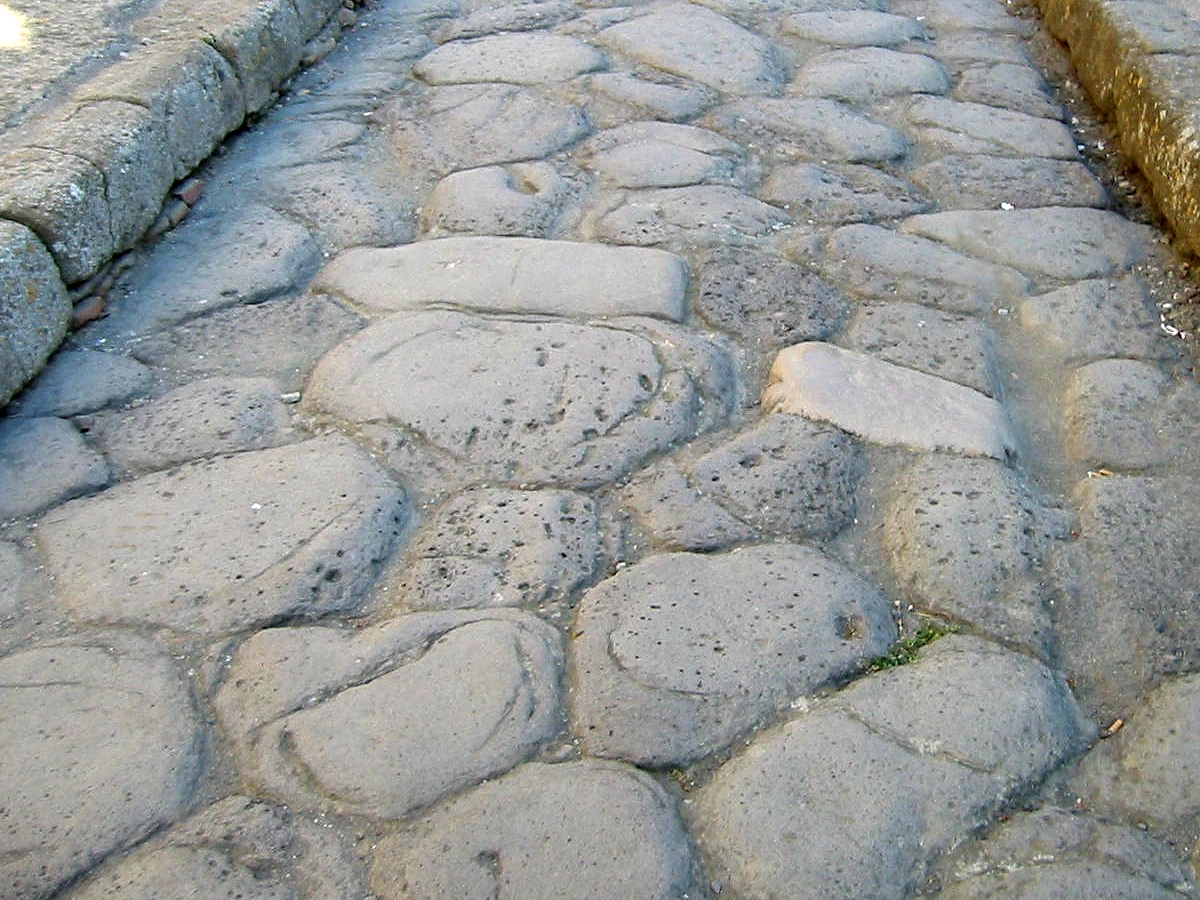
Herculaneumのローマの石の舗道
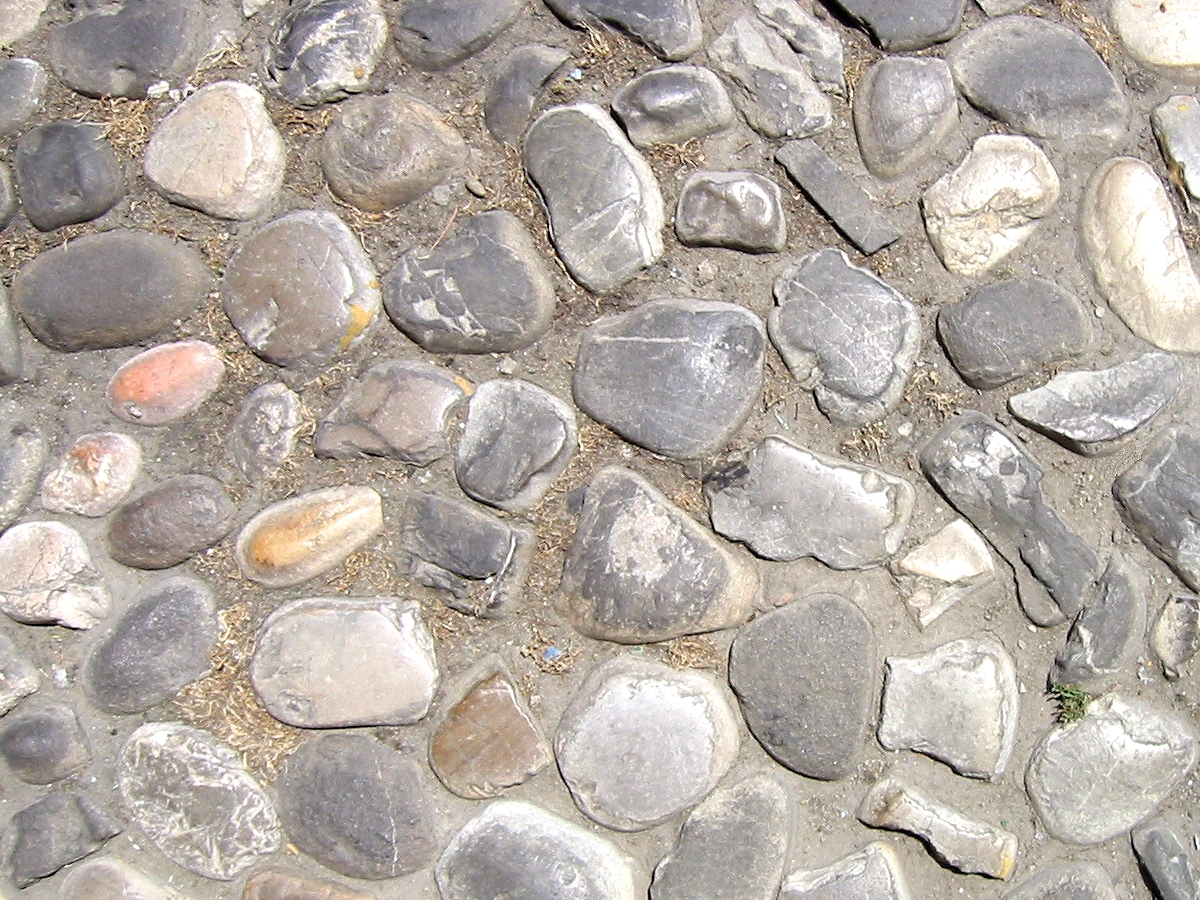
イタリアの石畳の舗道
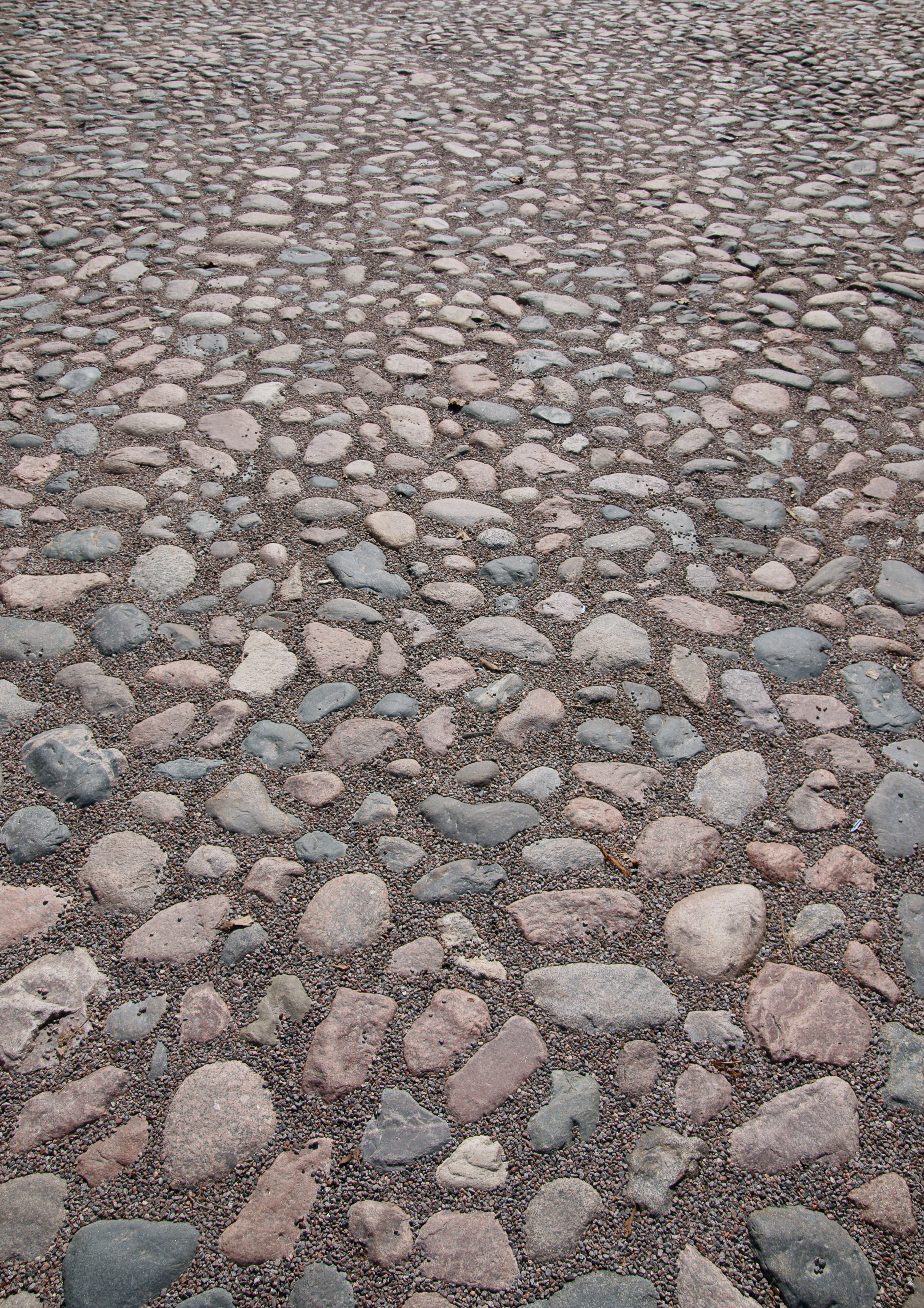
フィンランド、ポルヴォーの石畳舗装。
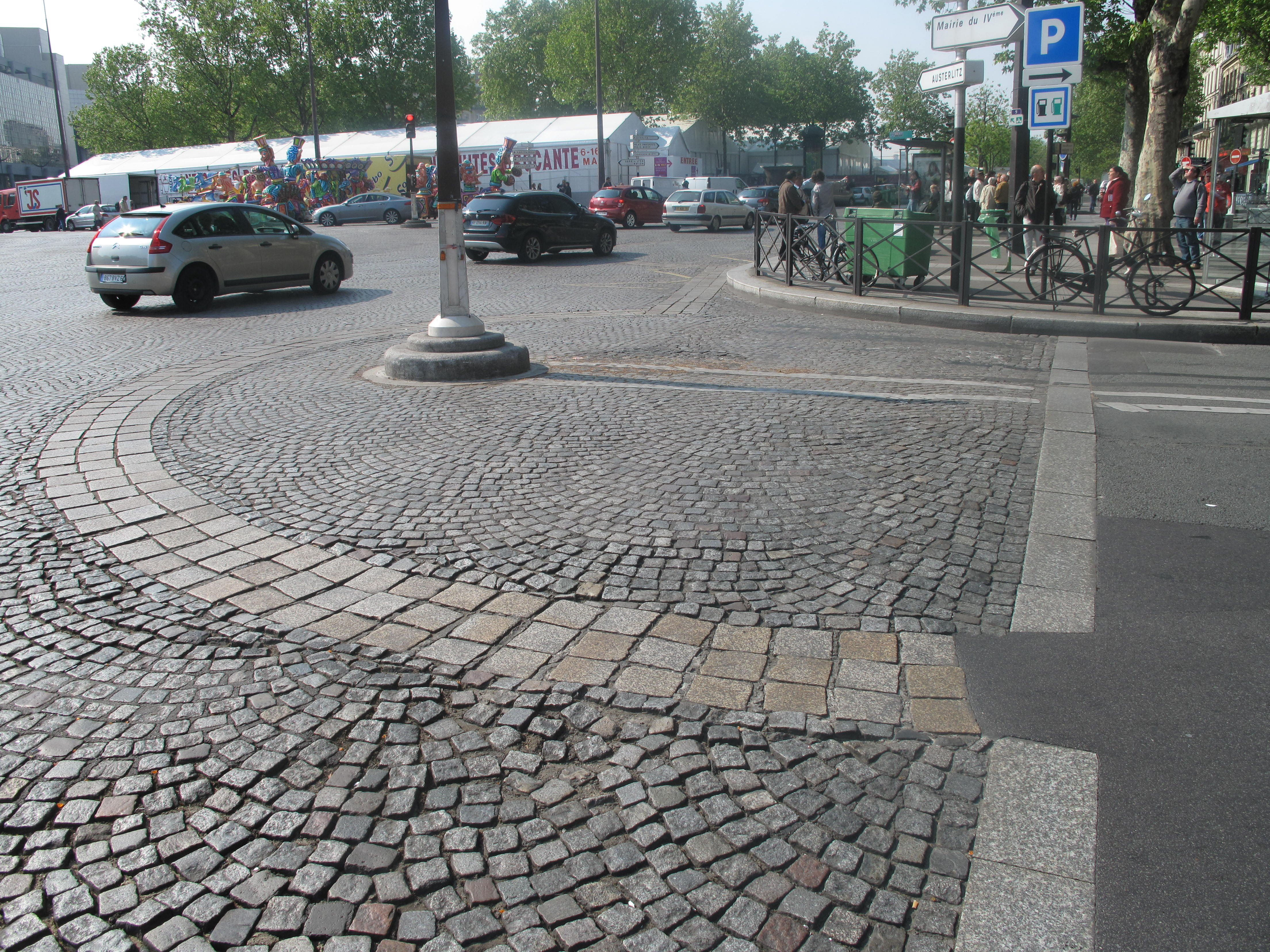
パリのセトゥー舗装
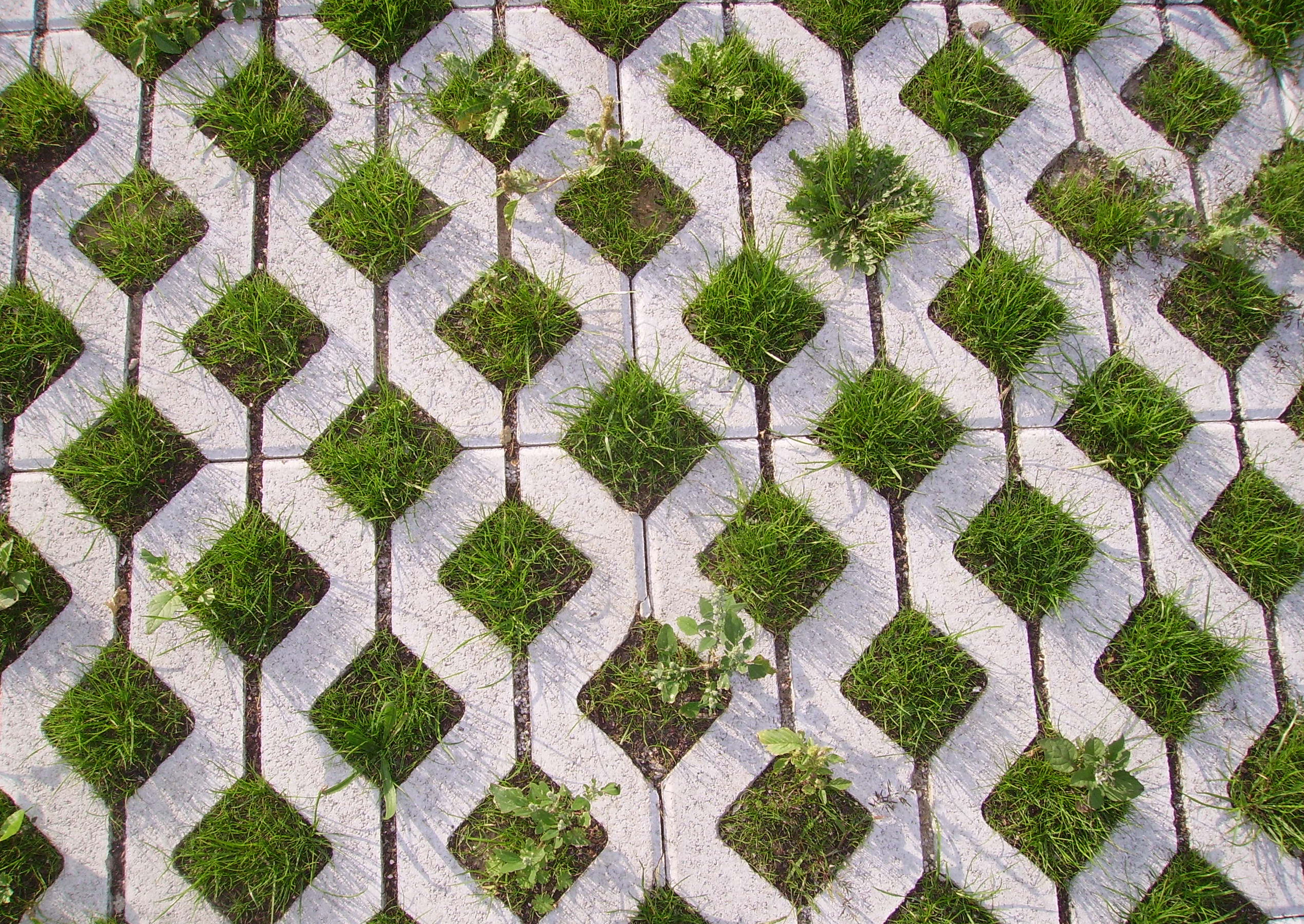
浸透舗装
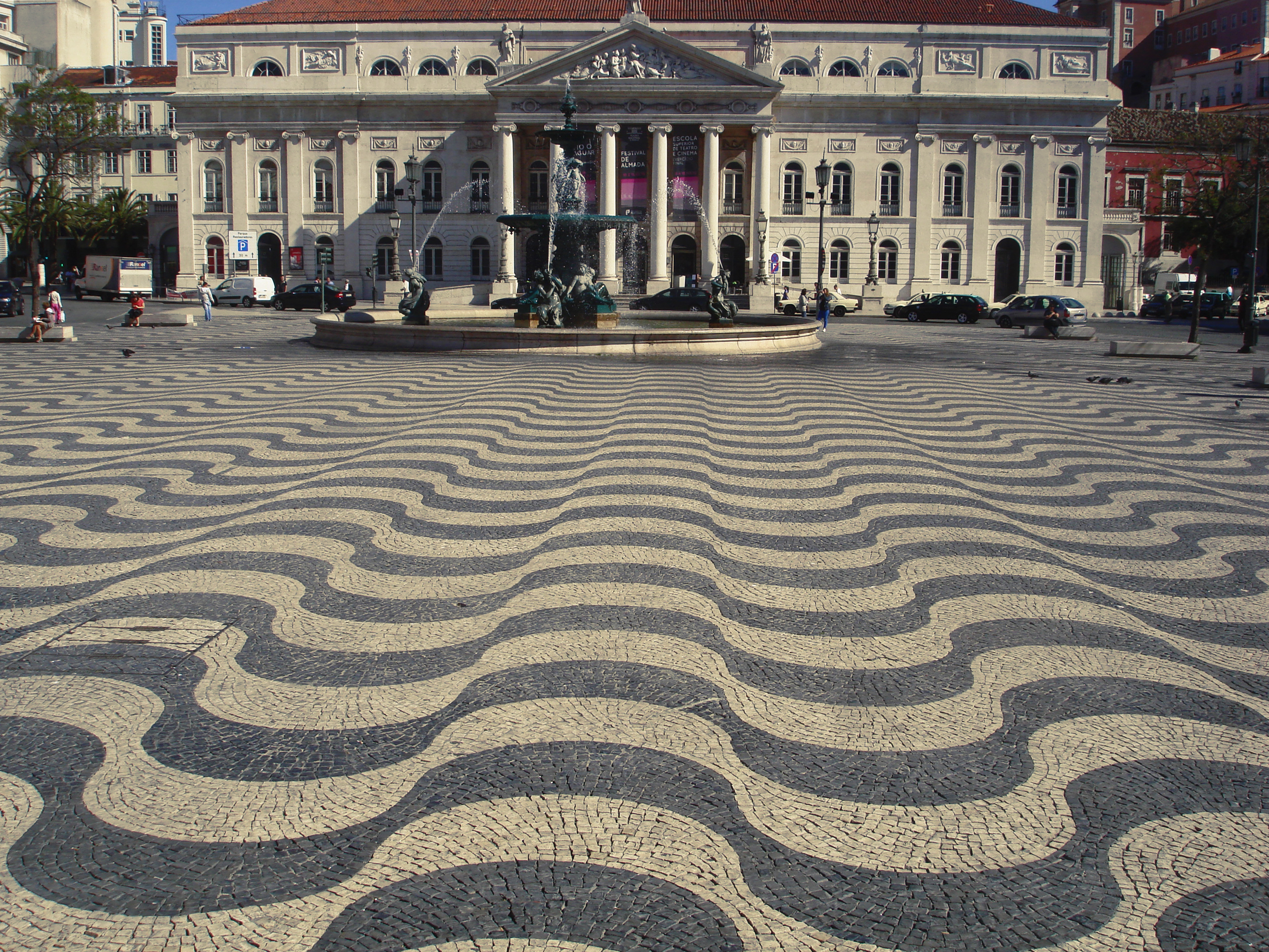
リスボンの黒い玄武岩と白い石灰岩のポルトガル語の舗道limestone in Lisbon
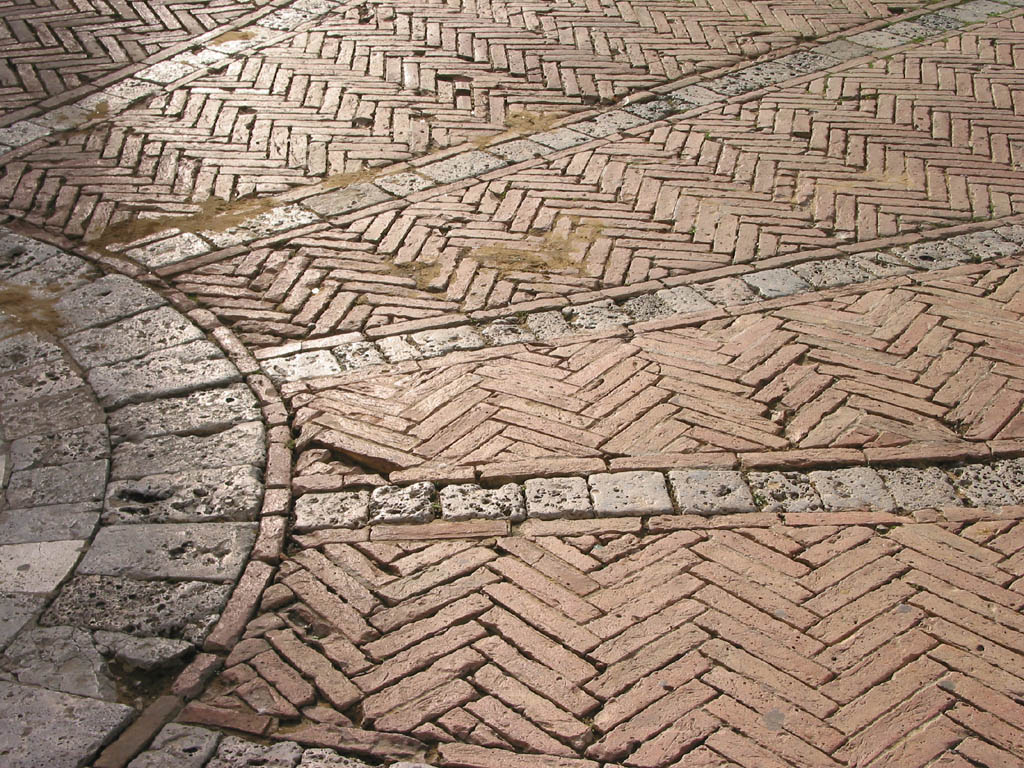
シエナ/Piazza del Campo、のレンガ舗装
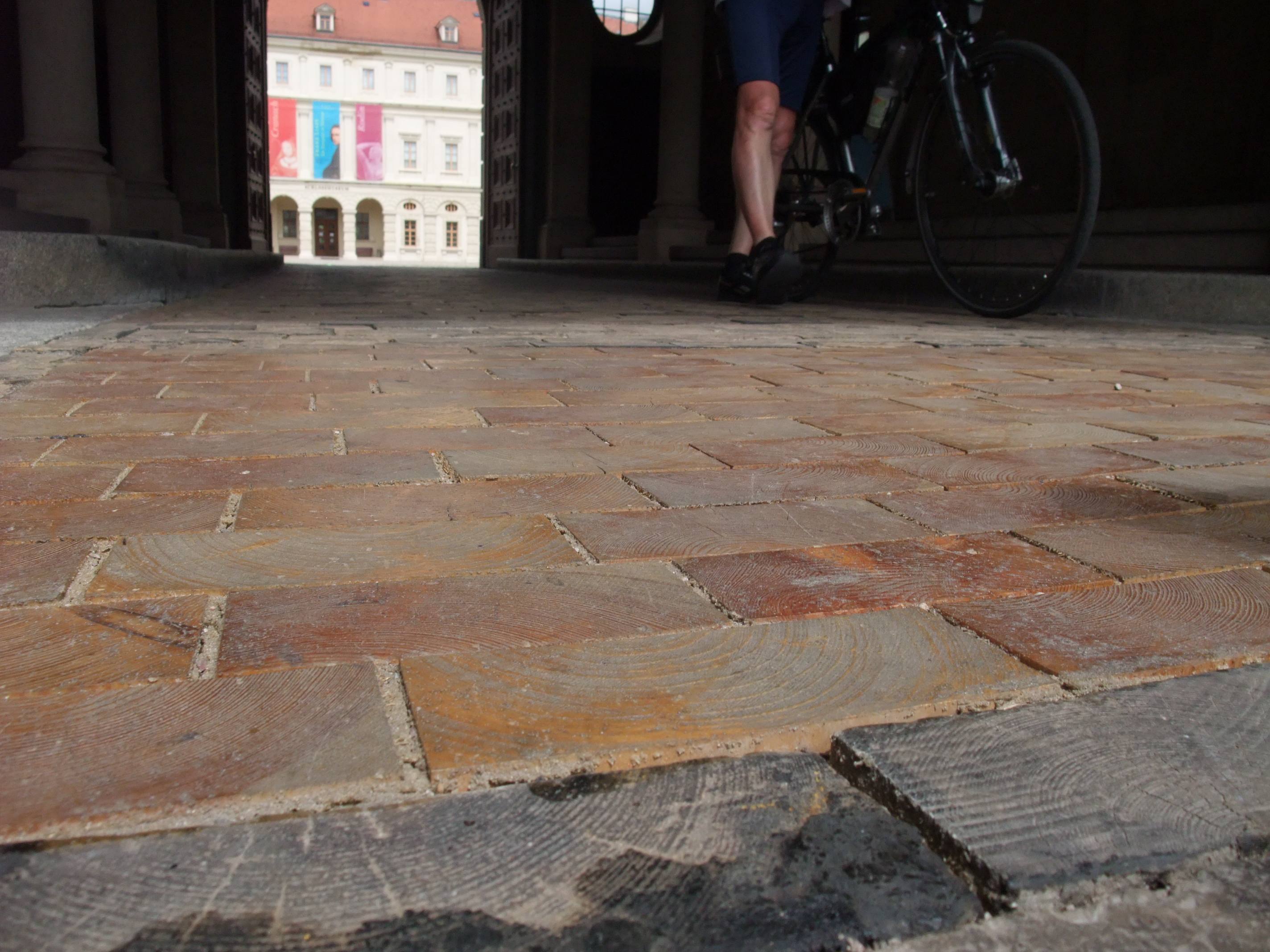
木製舗装は、床材として屋内で使用することができる